# Ned med vapnen! (film)
Ned med vapnen! (engelska: Barbed Wire) är en amerikansk film från 1927 i regi av Mauritz Stiller och Rowland V. Lee. 

## Rollista
- Pola Negri – Mona Moreau
- Clive Brook – Oskar Muller
- Claude Gillingwater – Jean Moreau
- Einar Hanson – André Joseph Moreau
- Clyde Cook – Hans
- Gustav von Seyffertitz – Pierre Corlet
- Charles Willis Lane – Colonel Duval
- Ben Hendricks Jr. – Sergeant Caron